# بوتاپیترا
بوتاپیترا (به ایتالیایی: Buttapietra) یک کومونه در ایتالیا است که در استان ورونا واقع شده‌است.

## خصوصیات
بوتاپیترا ۱۷٫۲ کیلومترمربع مساحت و ۶٬۱۹۵ نفر جمعیت دارد و ۳۸ متر بالاتر از سطح دریا واقع شده‌است.